# 서프라이즈 스타디움
서프라이즈 스타디움(Surprise Stadium)은 미국 애리조나주 서프라이즈에 위치한 야구장이다. MLB 캔자스시티 로열스와 텍사스 레인저스의 스프링 트레이닝 장소이다.